# Іраклій Менагарішвілі
Іраклій Афіногенович Менагарішвілі (груз. ირაკლი მენაღარიშვილი) (18 травня 1951, Тбілісі), грузинський державний діяч і дипломат.

## Біографія
Народився 18 травня 1951 року в місті Тбілісі. У 1974 закінчив Тбіліський медичний інститут. Володіє іноземними мовами: англійською, російською.
З 1976 по 1980 — на комсомольській роботі.
З 1980 по 1982 — начальник управління охорони здоров'я Виконкому Тбіліської міськради народних депутатів.
З 1982 по 1986 — перший заступник міністра охорони здоров'я Грузинської РСР.
З 1986 по 1991 — міністр охорони здоров'я Грузинської РСР.
З 1991 по 1992 — директор Центру стратегічних досліджень Грузії.
З 1993 по 1995 — заступник Прем'єр-міністра Грузії.
З 1995 по 1998 — міністр закордонних справ Грузії.
З 1998 по 2003 — міністр закордонних справ Грузії.